# 地神塔

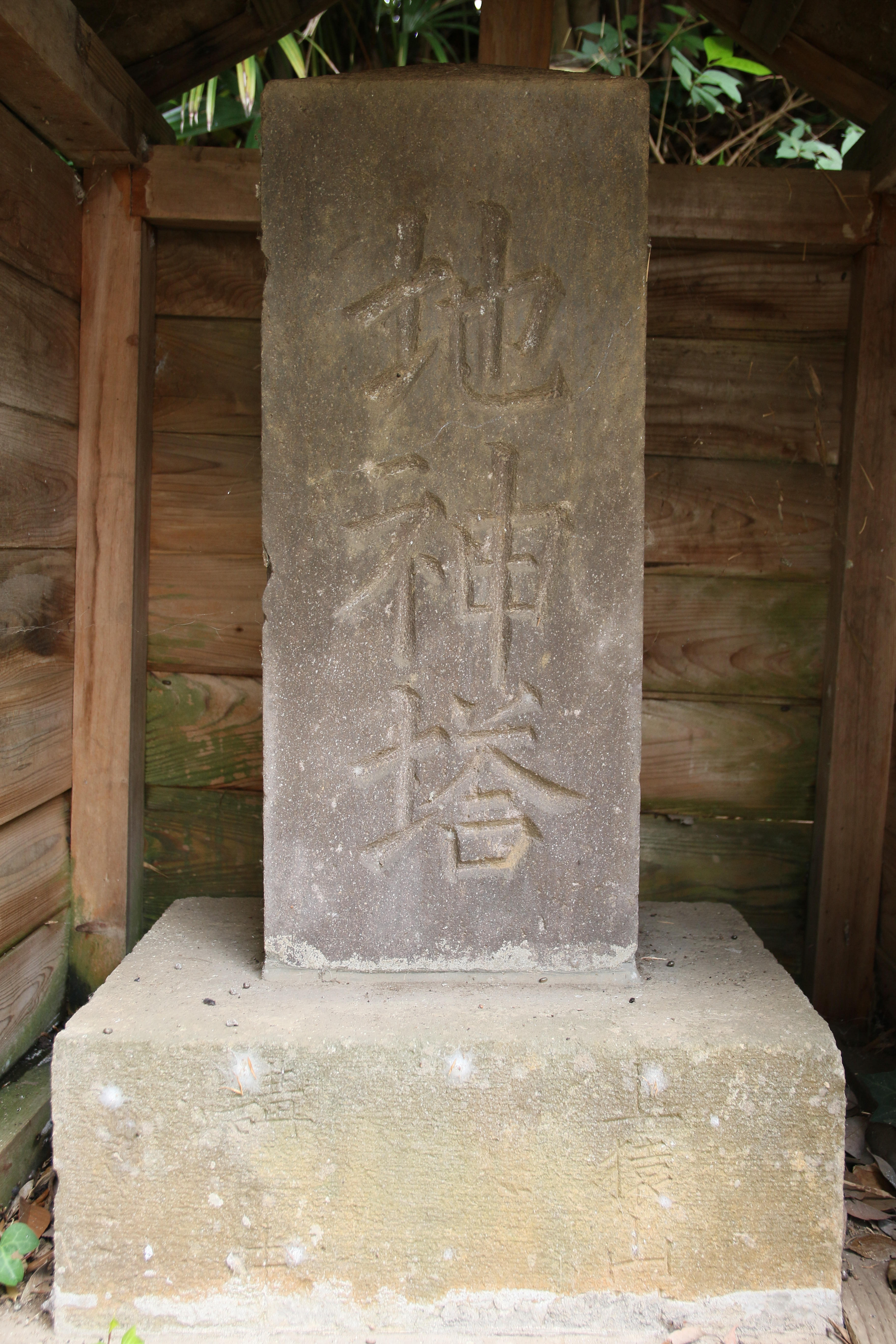
地神塔（神奈川県横浜市緑区上山）1816年（文化13年）造立

地神塔（じじんとう）は、地神信仰に基づいて地神講あるいは社日講によって造立された石塔であり、社日塔（しゃにちとう）・地神碑（じしんひ）ともいう。東日本では神奈川県に、西日本では岡山県と香川県に多く分布する。その他の県と北海道にも存在するが、地神講・社日講が広く分布しているのに対して地神塔の分布は限定的である。「地神」や「堅牢地神」などと刻まれた文字塔と、地神像または地天像の刻まれた刻像塔がある。元禄年間に造立が始まり、文化文政期（1804年-1830年）に広まって明治時代までは多く造立されたが、大正以降は少なくなった。
五角柱や六角柱に「埴安媛命 倉稲魂命 大己貴命 天照大神 少彦名命」の五神名を刻む塔があり、五神名地神塔
、五角柱地神碑、五角柱＝五神号型などと呼ばれる。陰陽道系統の「土公神」や、神奈川県に見られる「天社神」や「后土神」と刻まれた塔も地神塔に含められる。
佐賀県には角柱や自然石に「中央」「中央社」「中央尊」などと刻んだ中央塔（中央尊供養塔）が分布している。
俗に「中央様」「チュウオウサン」などと呼ばれ、地神塔の一種とされる。

## 地神信仰
大地の神としての地神に対する素朴な信仰は太古からあり、時代を経て、道教や仏教の影響により変質したと考えられている。
西日本でジノカミ（地の神）やジヌシサマ（地主様）、中部地方から関東にかけてジガミ（地神）と呼ばれる神は、祖霊的な性格と土地神的な性格を持っており、屋敷神として宅地内に祀られる。
関東の地神講で祀る地神は作神（農耕神）の性格を持ち、春と秋の社日に祀られた。社日とは春分・秋分に最も近い戊（つちのえ）の日であり、春は五穀豊穣を祈願し、秋は収穫に感謝する。作神が春の社日に来て秋の社日に帰るという伝承もある。古代中国に由来する観念が日本に伝わり、農耕神と習合し、さらに地神信仰と習合した。
仏教において地神とは地天のことであり、十二天の一つとして梵天に対比される。堅牢地神と同一視され、その像容は盛花器を棒持する二臂像である。例外的に四臂像もある。

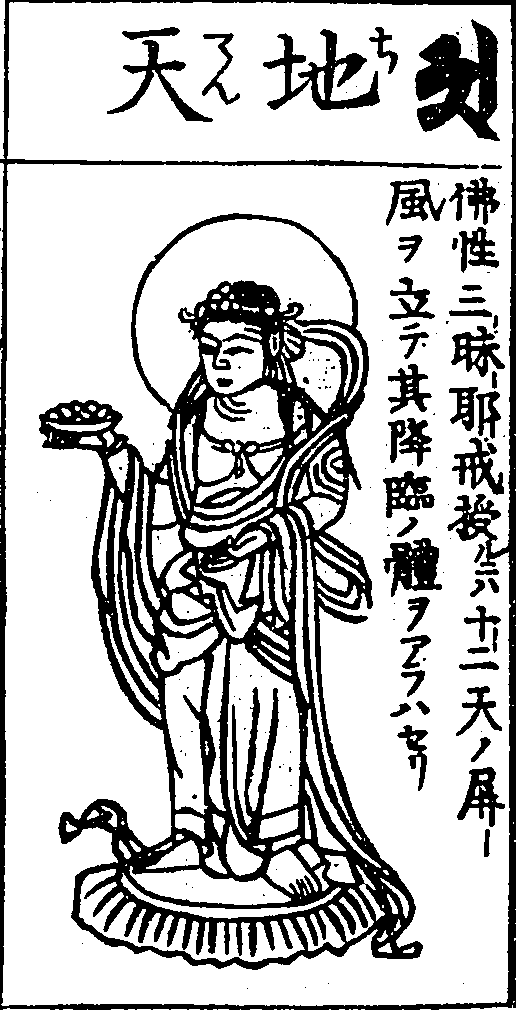
『仏像図彙』十二天の地天
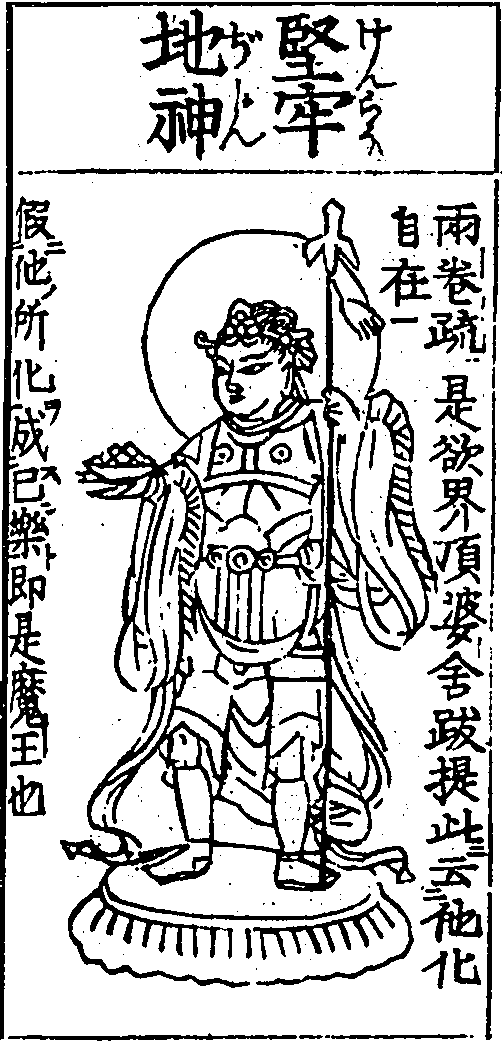
『仏像図彙』諸天部の堅牢地神

徳島藩では、五神名地神塔を祀る信仰が藩の主導で広まった。徳島城下にある富田八幡宮の祠官・早雲古宝が1789年（寛政元年）に藩主蜂須賀治昭に進言したのが始まりとされ、各村浦では五角柱の地神塔を奉斎し、庄屋が斎主となって春秋の二回、五穀豊穣を祈願した。塔の造立と祭儀は大江匡弼の『春秋社日醮儀』に従って行われたと考えられている。

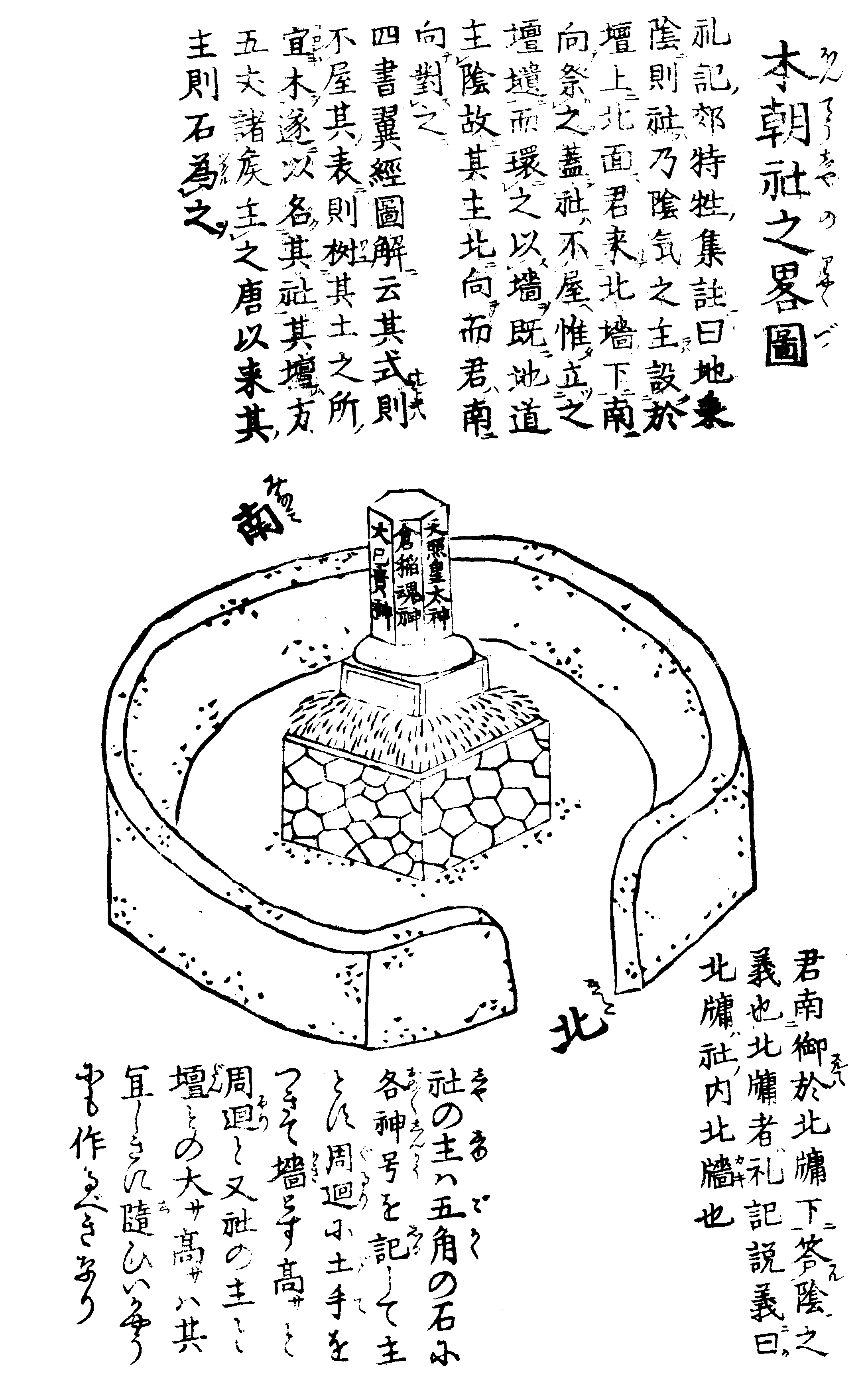
『春秋社日醮儀』の「本朝社之略図」に描かれた地神塔
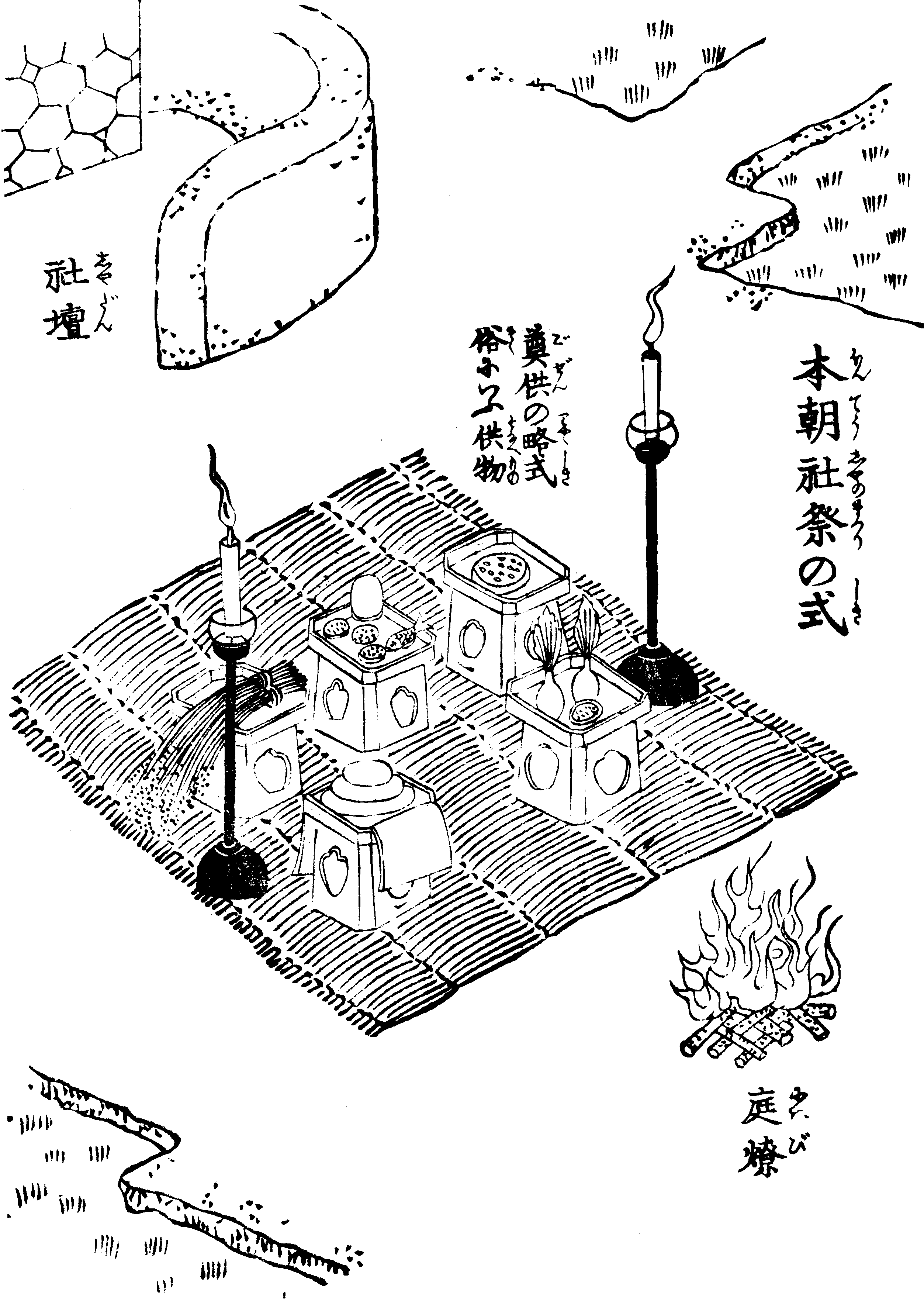
『春秋社日醮儀』の「本朝社祭の式」に描かれた社日祭祀

中央塔（中央尊供養塔）を祀る佐賀の中央尊信仰は、天台宗の玄清法流の盲僧によって広められた。地神陀羅尼王子経に依拠し、大地の中央にある荒神が四季の土用を司るという思想に基づくとされている。中央塔は本来は屋敷神として北東（艮）隅または北西（乾）隅に祀られたものであり、地神祭りの営まれる場所を示す標石であったと考えられている。

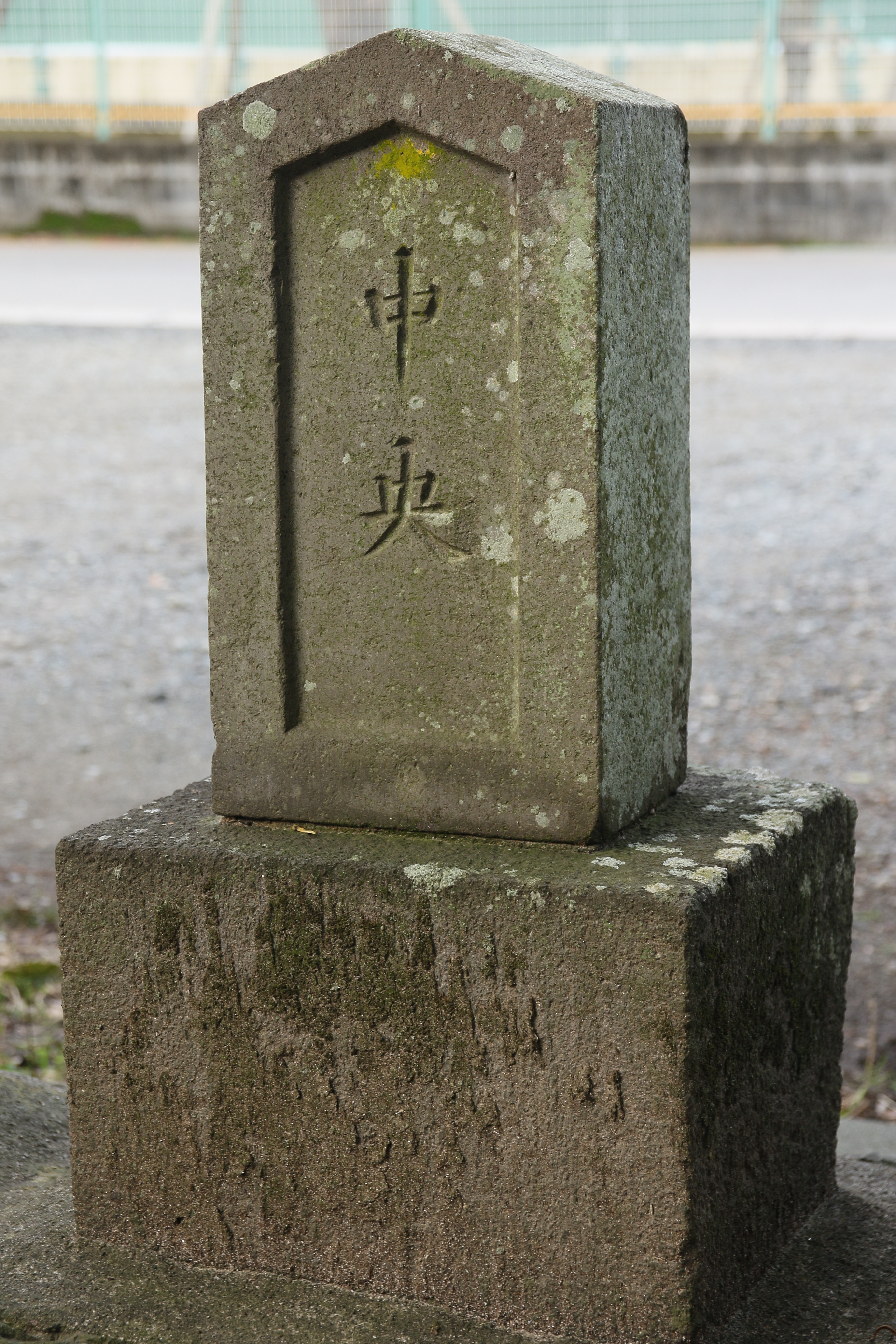
中央塔

## 形態と分布

### 文字塔
角柱や自然石に「地神」「地神塔」「堅牢地神」などと刻むほか、「地神尊」「地神斎」「地神社」「地神宮」と刻まれた塔がある。陰陽道系統のものとして「土公神」、神奈川県に見られるものとして「天社神」や「后土神」と刻まれた塔がある。
横浜市域では、地神塔170基のうち主銘文が「地神塔」のものが68基で最も多く、「堅牢地神」は37基、「堅牢地神塔」は17基となっている。その他に、「地神供養塔」「堅牢地祇」「齋上地神」などがある。
東京都の多摩地方では、神奈川県に隣接する町田市に集中して分布し、北多摩と西多摩ではほとんど見られない。また、「地神塔」「堅牢地神」などの文字塔のみで刻像塔はなく、「土公神」と刻むものも数基ある。紀年銘のあるものでは1807年（文化4年）が最も古く、天保・嘉永年間のものが多い。
北海道では「地神」と刻む自然石や、五角柱の五神名地神塔が開拓者によって造立されている。

### 刻像塔

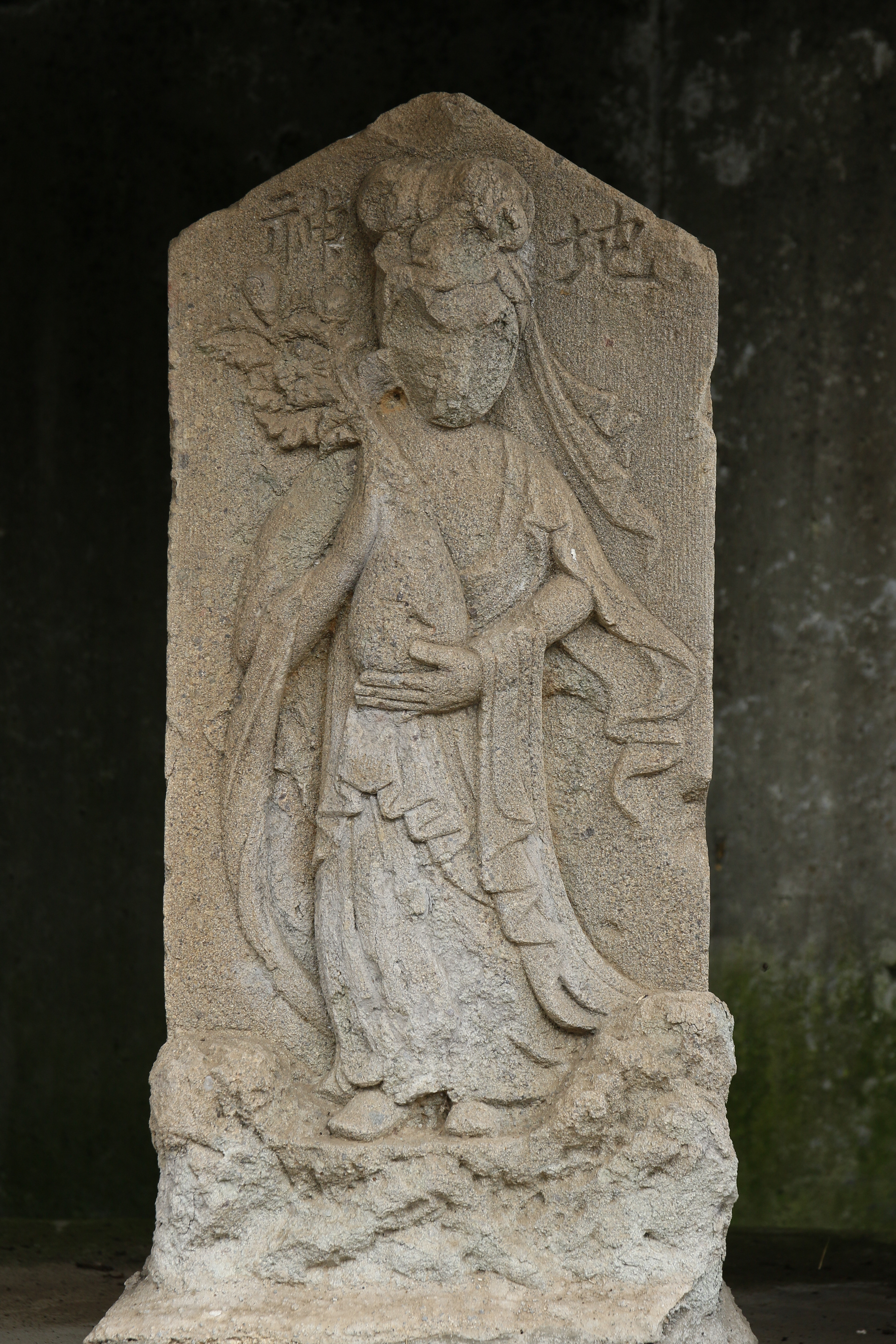
女神像地神塔（横浜市緑区鴨居）1803年（享和3年）造立
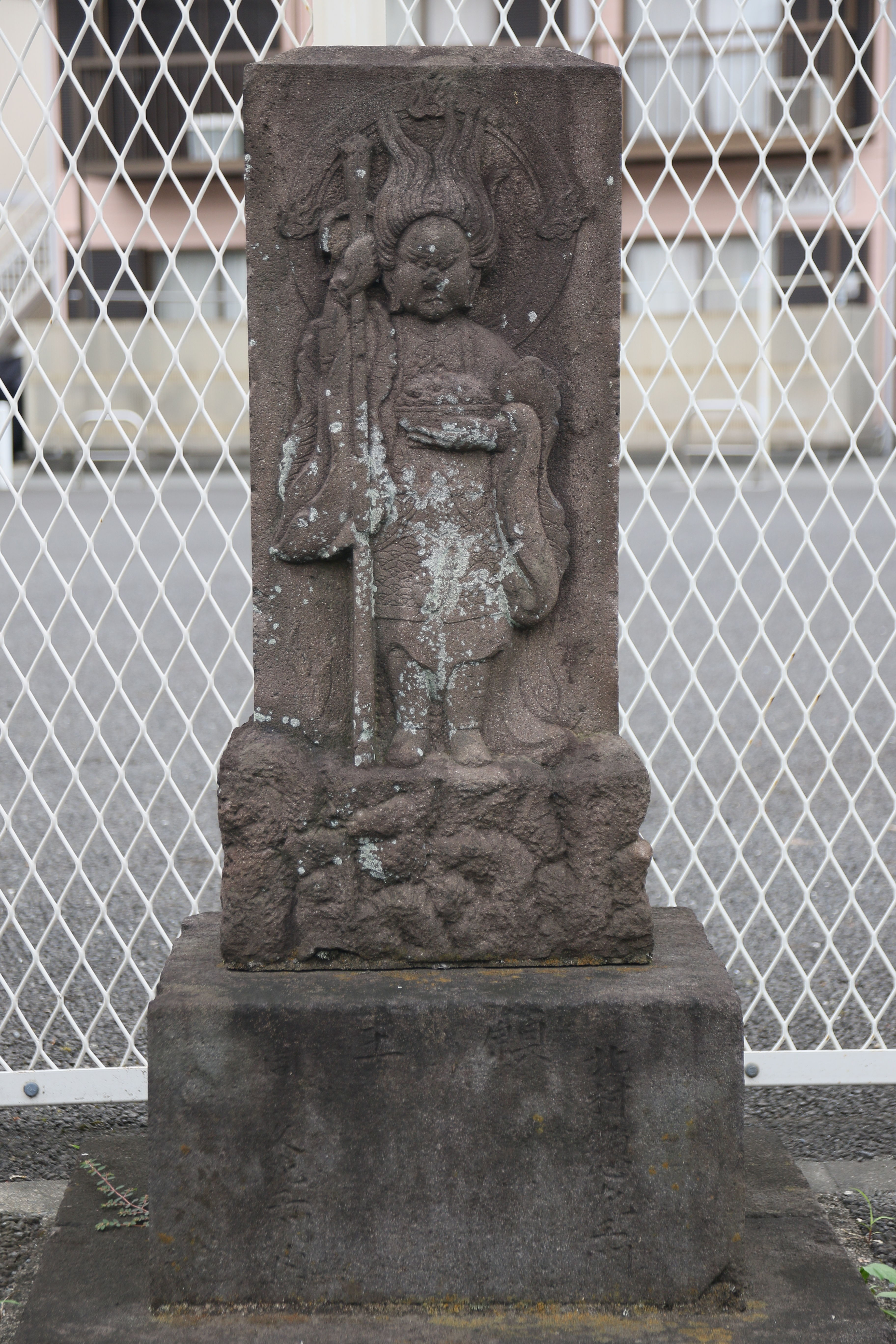
刻像地神塔（横浜市保土ケ谷区仏向町）1812年（文化9年）造立
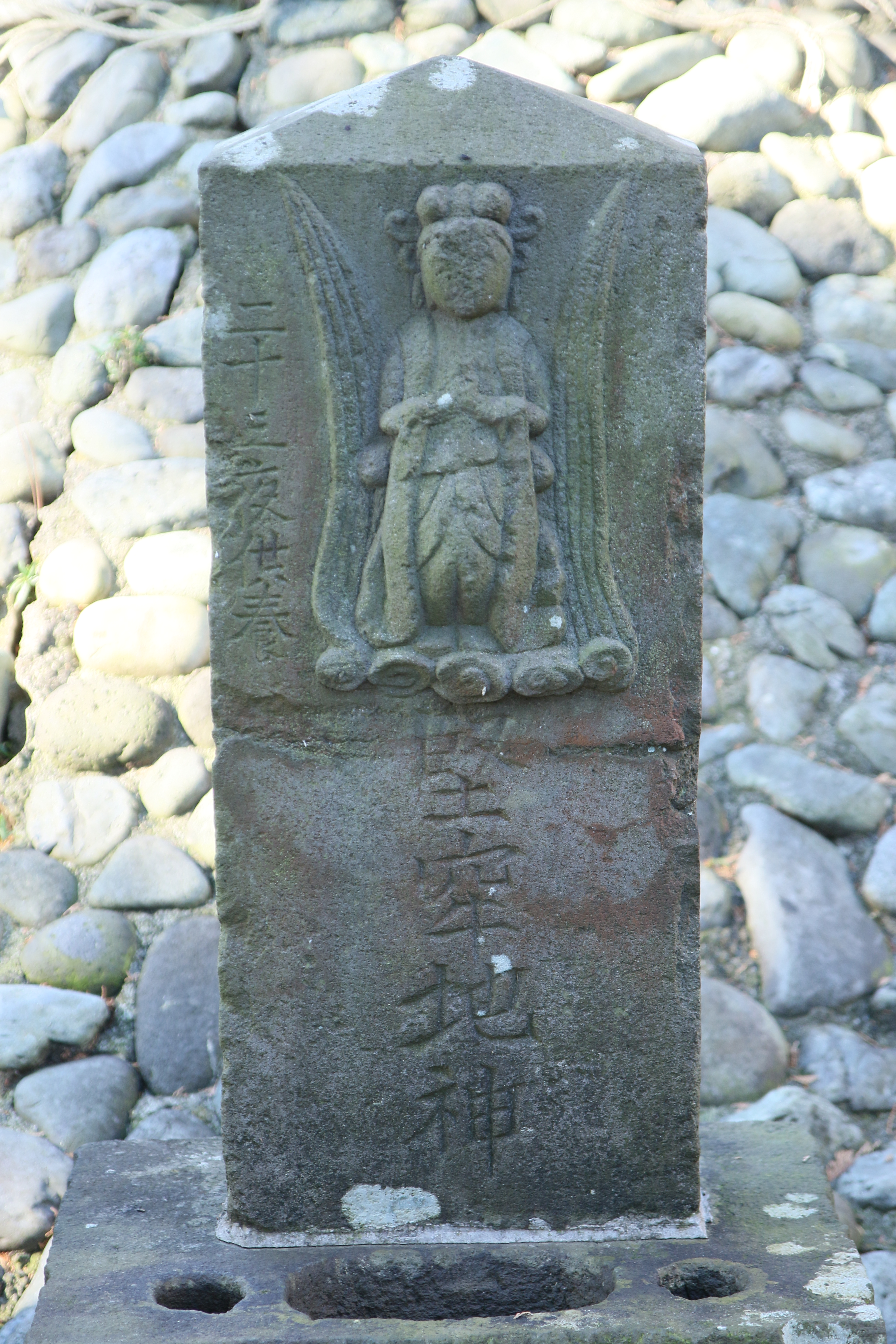
二十三夜供養銘と勢至菩薩像の刻像塔（神奈川県横浜市青葉区・神鳥前川神社）1812年（文化9年）造立

刻像塔の造立数は極めて少なく、分布も限定的である。
神奈川県では地神塔706基のうち27基が刻像塔である。その他の県では、群馬県、兵庫県、大分県、佐賀県に1基ずつあるにすぎない。
群馬県館林市の茂林寺には1694年（元禄7年）造立の刻像塔があり、矛と鉢を持つ武装天部形である。
神奈川県の刻像塔では1740年（元文5年）のものが最も古く、1847年（弘化4年）が最も新しい。像容は、堅牢地神の武神像が18基で多く、女神像が4基ある。神官風の像、如来像、勢至菩薩像があるほか、南足柄市には土公神像が1基ある。藤沢市西俣野にかつて存在した神札寺は堅牢地神の御影を発行しており、神札寺の御影と同様式の刻像像が藤沢市内に6基、横浜市や鎌倉市、厚木市のものを含めて合計12基あることから、神札寺の影響が指摘されている。
天社神、后土神および五神名地神塔は文字塔のみであり、刻像塔は確認されていない。

### 五神名地神塔
五角柱や六角柱に「埴安媛命 倉稲魂命 大己貴命 天照大神 少彦名命」の五神名を刻む。徳島県と、江戸時代には徳島藩に属していた淡路島（兵庫県）のほか、香川県の東讃地方と岡山県にも多い。
徳島県の神社において、「大山祇命」「句句廼馳命」「罔象女命」の三神名を刻む三神塔が五神名地神塔に隣接して造立される事例が徳島市で6件、北島町で1件確認されており、山神、木神、水神をあわせて祀ることによって地神塔の農業五神を補強する意図があったと推測されている。阿南市には、八角柱に五神名と「水神」「山神」「木神」を刻む八角柱＝八神号型の塔が2基あり、三神塔の併立との関連が示唆される。
岡山県では、自然石に「地神」などと刻まれた文字塔が中北部に分布し、五神名地神塔は南部に分布する。ただし分布域は重なり、明確に線引きできる訳ではない。岡山県で最古の五神名地神塔は1787年（天明7年）銘であり、その塔が存在する吉備中央町には、自然石の地神塔が多い。
関東地方では神奈川県、埼玉県、千葉県などに散在する。地域的な片寄りが少なく共通の基準に従って造立されていることから、各地域とも『春秋社日醮儀』を直接参考にしたと考えられている。千葉県では寛政年間から佐倉藩の領内に造立されており、藩からの通達を受けて造立したことを示す古文書が残されていることから、徳島藩と同様に藩主が関与したものと考えられている。
北海道網走市には、倉稲魂命の代わりに「豊受大神」を刻むもの、天照大神の代わりに「大地主命」を刻むものが存在する。これらを含め、北海道の地神塔造立には徳島県の影響が指摘されている。
神名の変異は各地で見られ、天照大神が「天照太神」「天照大神宮」「天照皇大神」「天照皇太神」「大土御祖神」と刻まれたり、倉稲魂命などの「命」が「神」になる例がある。

## 文化財
地方自治体の文化財として指定や登録等をされたものもある。
- 女神像地神塔

横浜市緑区鴨居6丁目21。横浜市指定有形文化財（石造物）。1996年（平成8年）11月5日指定。
- 横浜道の堅牢地神塔

横浜市港南区丸山台3丁目36-5。横浜市登録地域文化財（有形民俗文化財）。2009年（平成21年）11月2日登録。

## 参考画像

### 文字塔

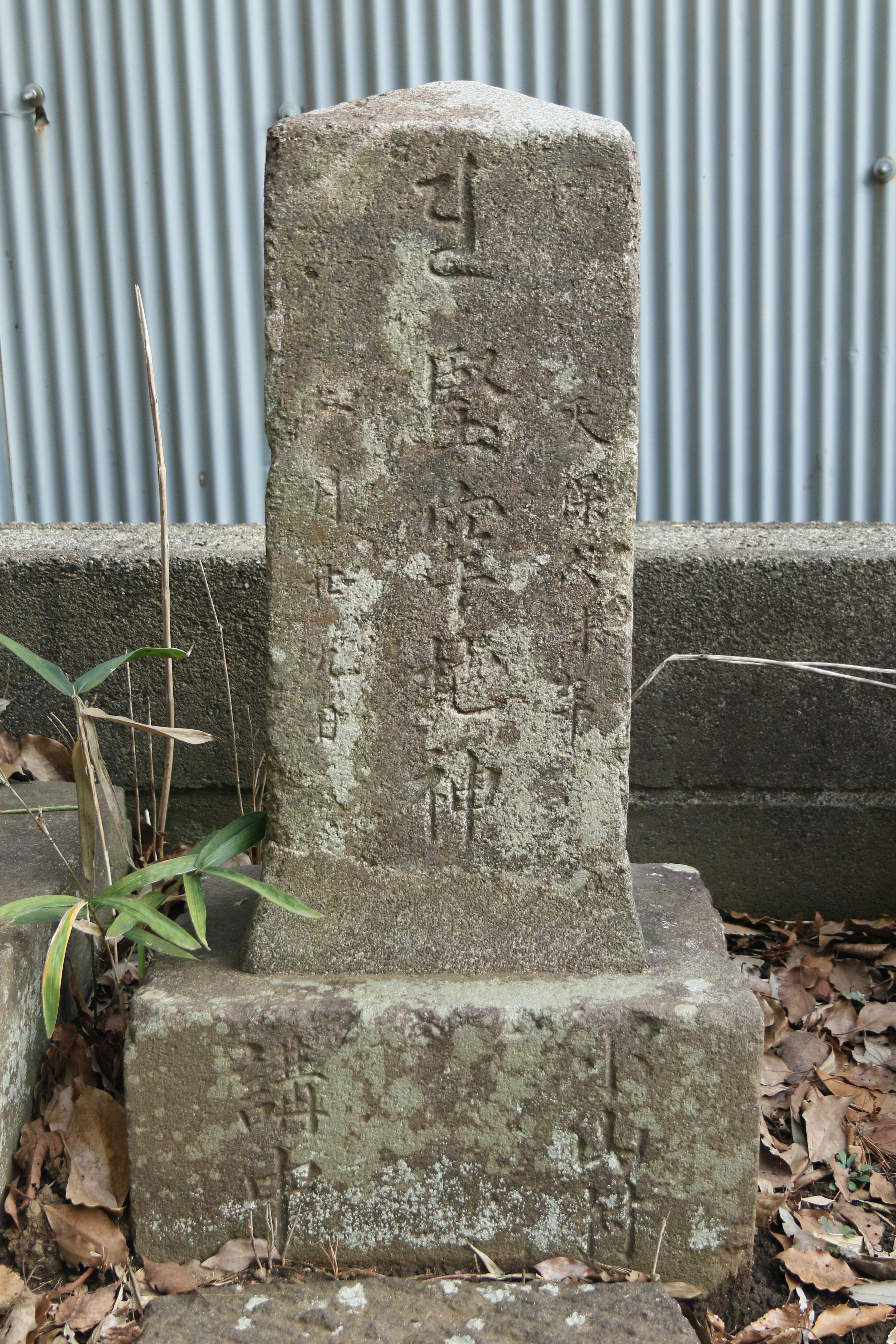
「堅牢地神」（神奈川県横浜市緑区・小山日枝神社）1835年（天保6年）造立
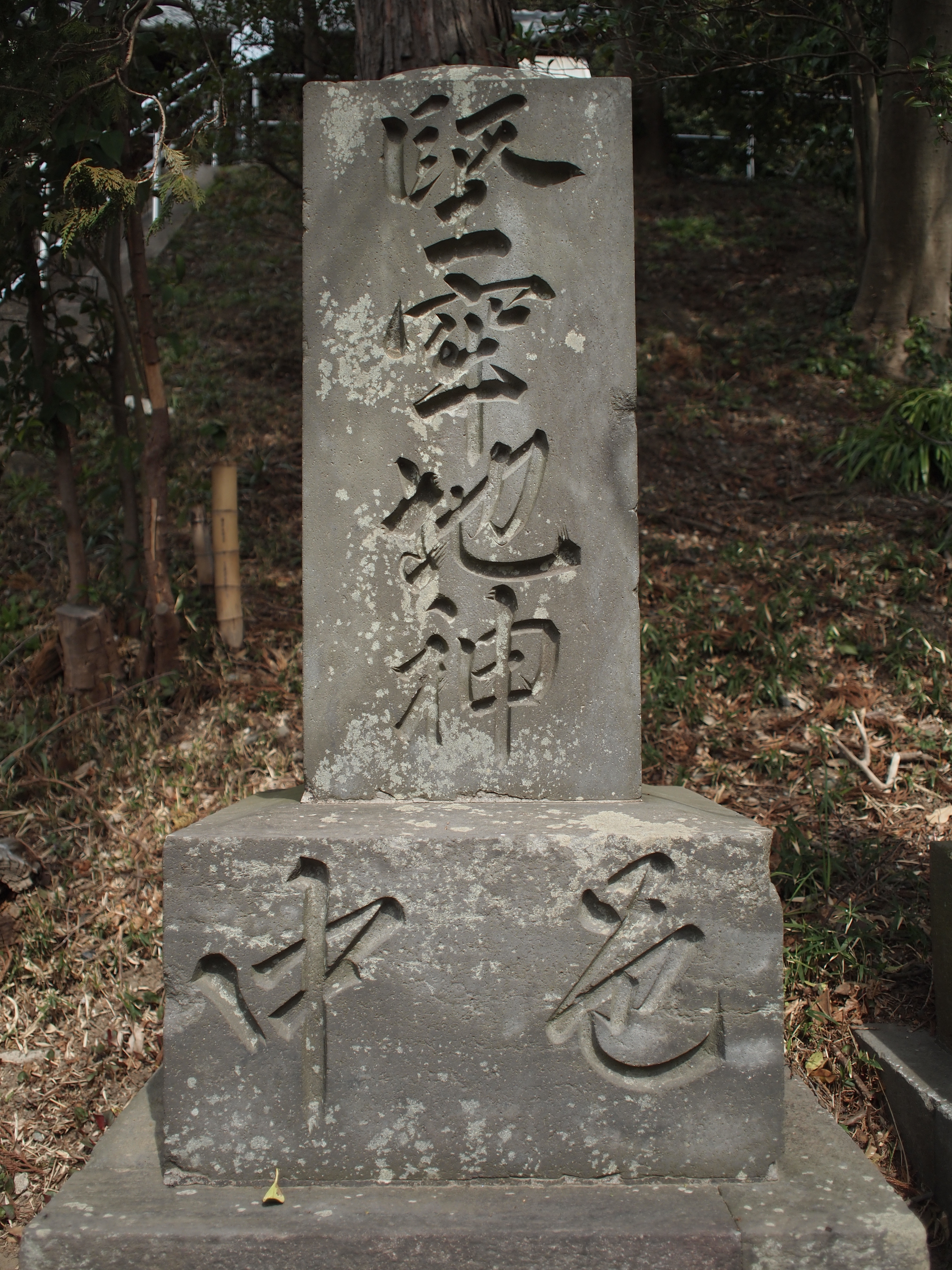
「堅牢地神」（神奈川県横浜市栄区・三島神社）1873年（明治6年）造立
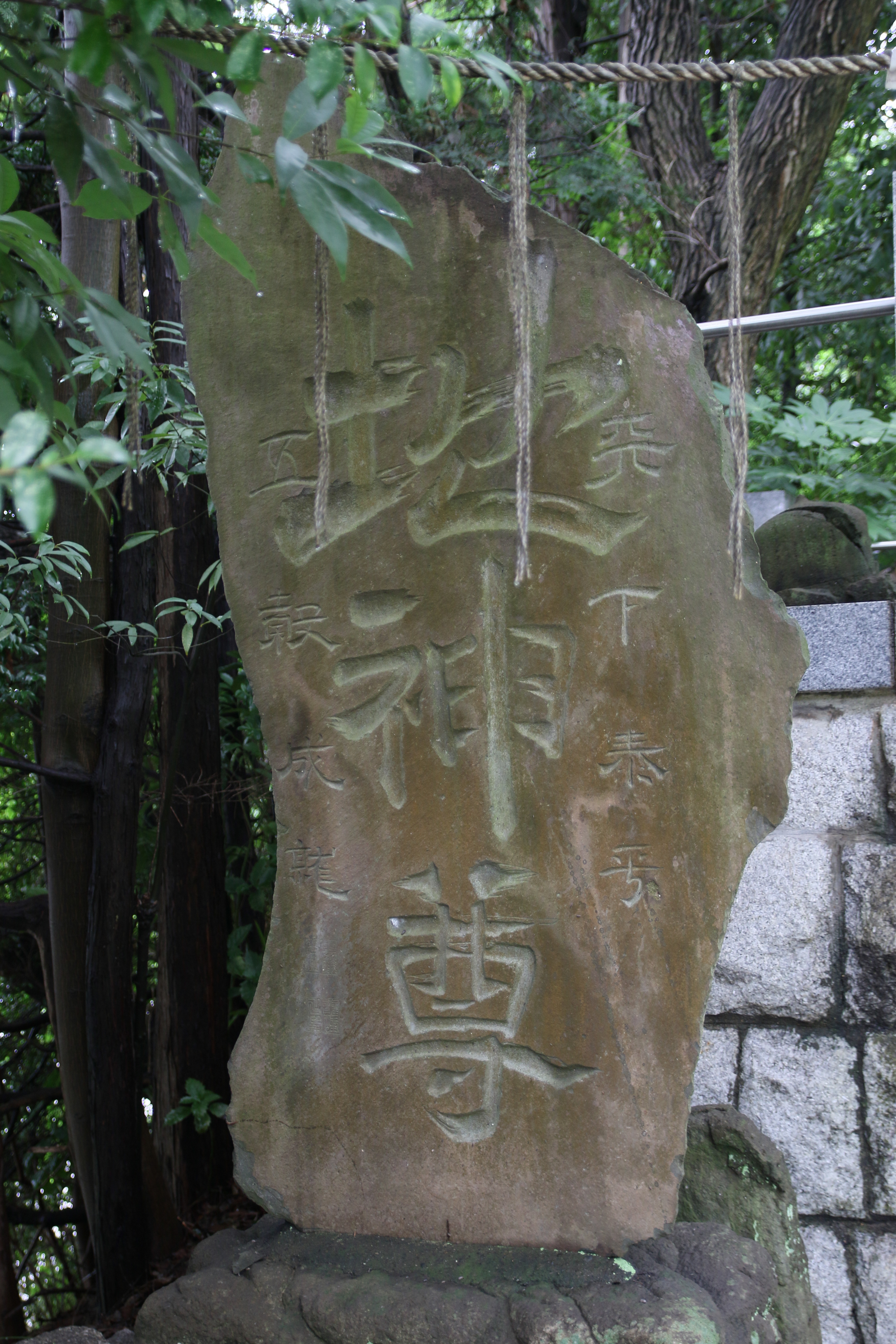
「地神尊」（神奈川県横浜市緑区・大石神社）1868年（慶応4年）造立
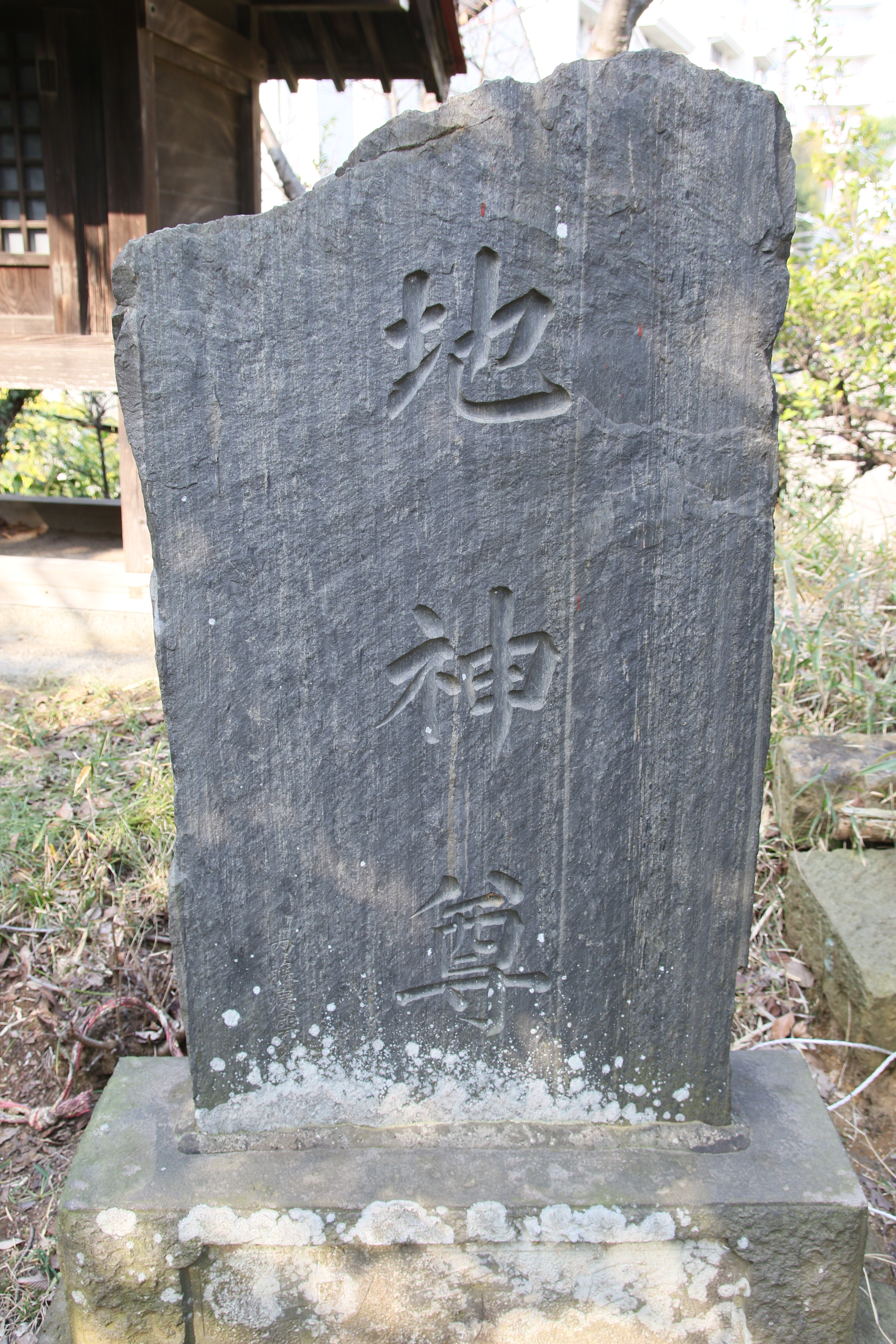
「地神尊」（神奈川県川崎市宮前区・土橋神社）1923年（大正12年）造立
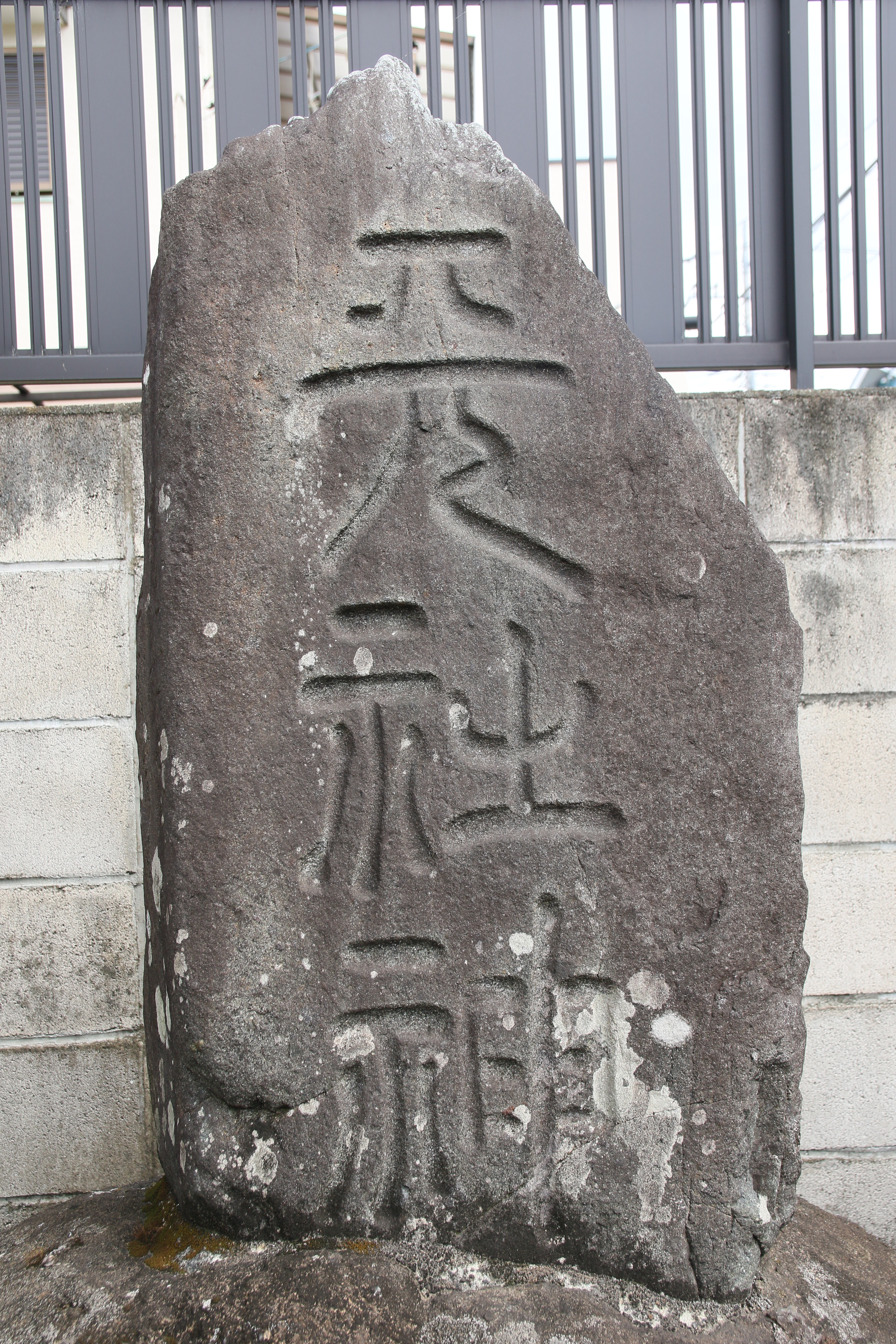
「天社神」（神奈川県秦野市元町）
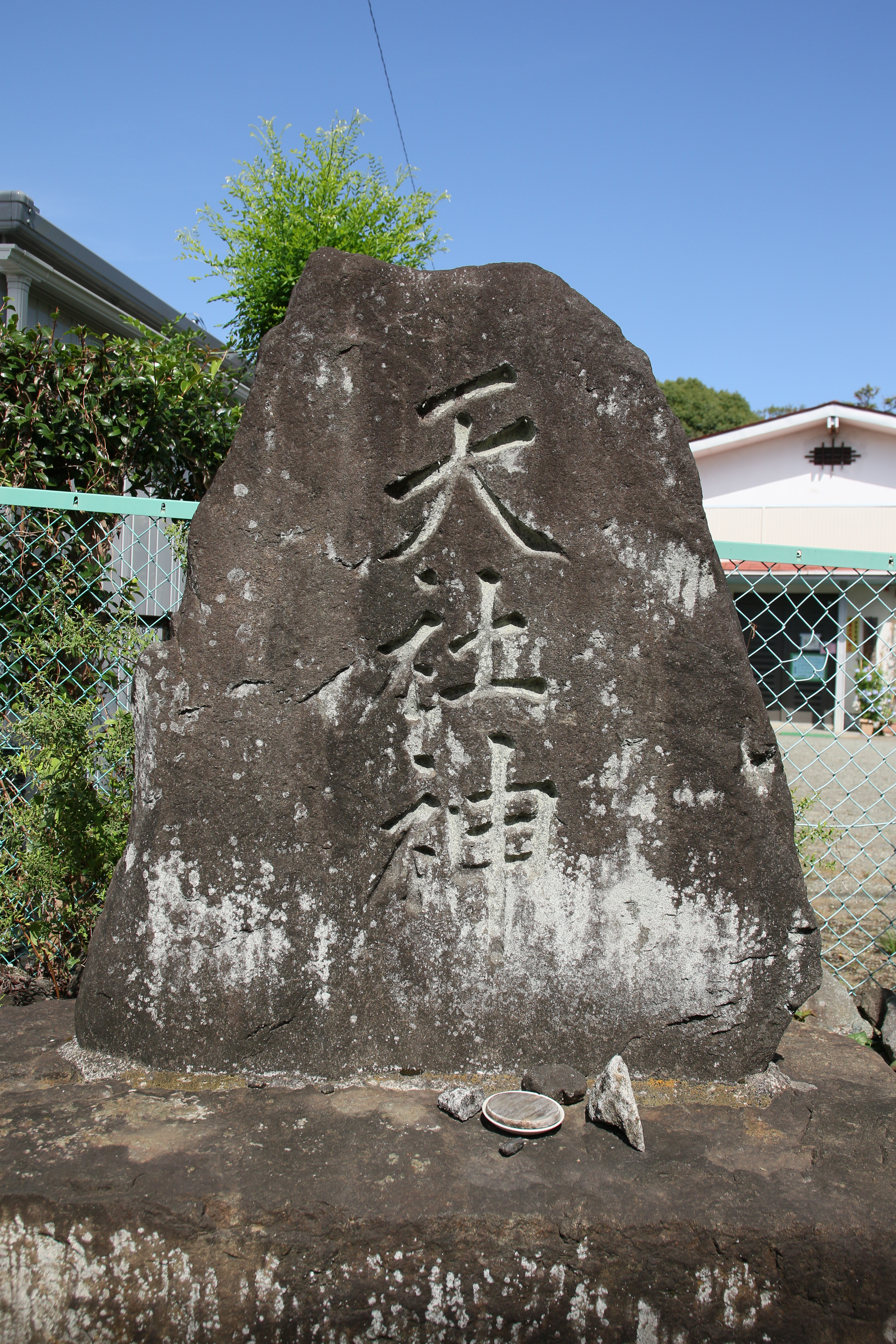
「天社神」（神奈川県秦野市平沢）
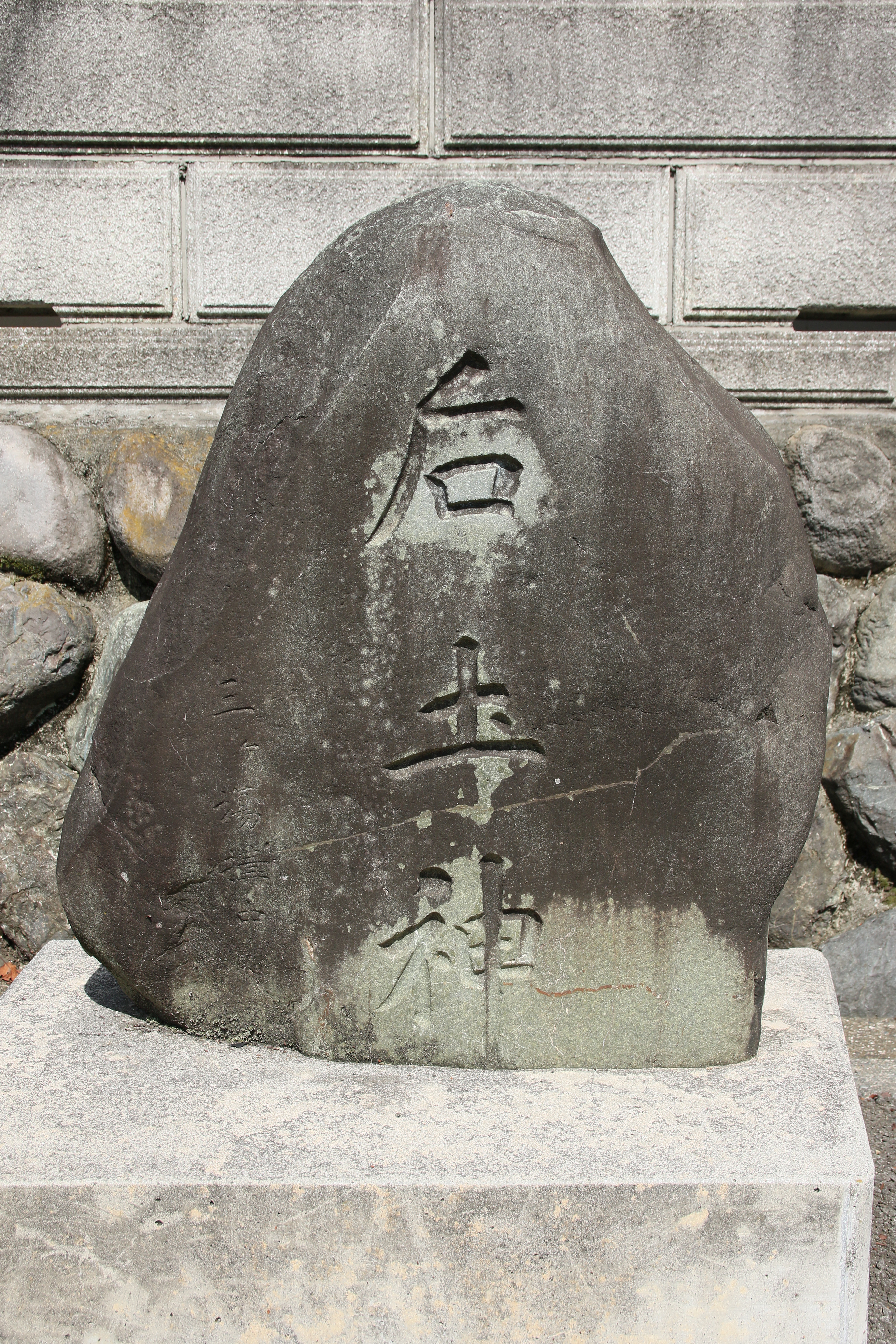
「后土神」（神奈川県秦野市平沢）
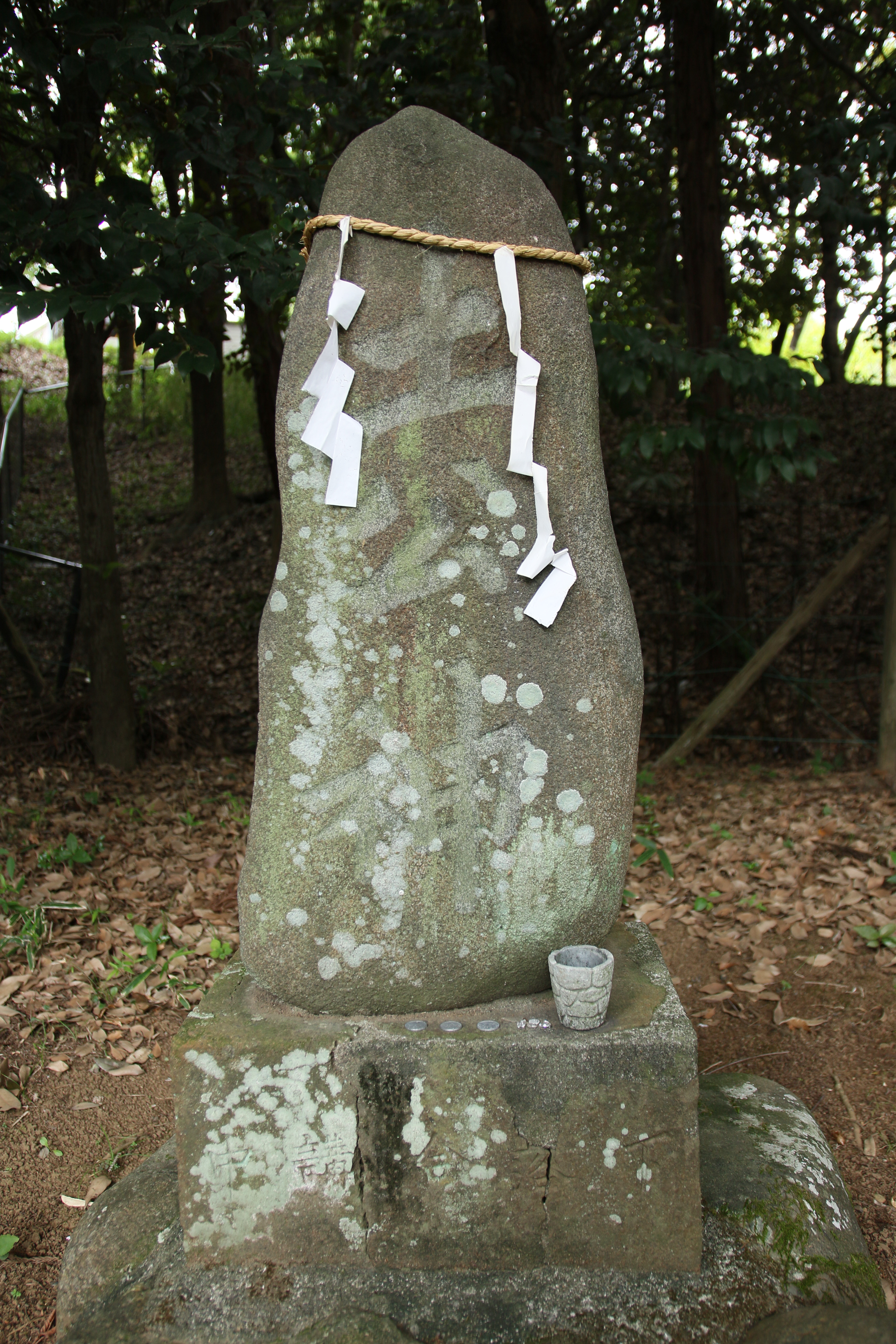
「土公神」（東京都多摩市落合・白山神社）
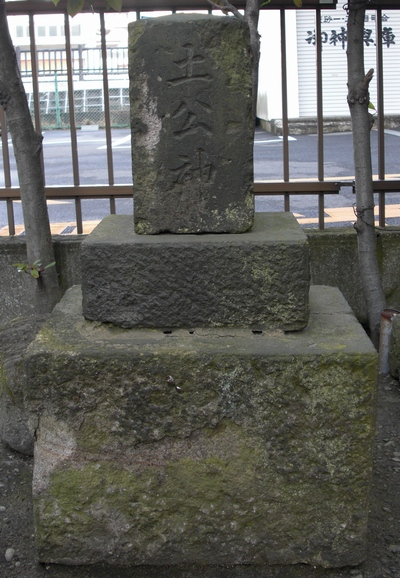
「土公神」（東京都江東区東砂・陶首稲荷）
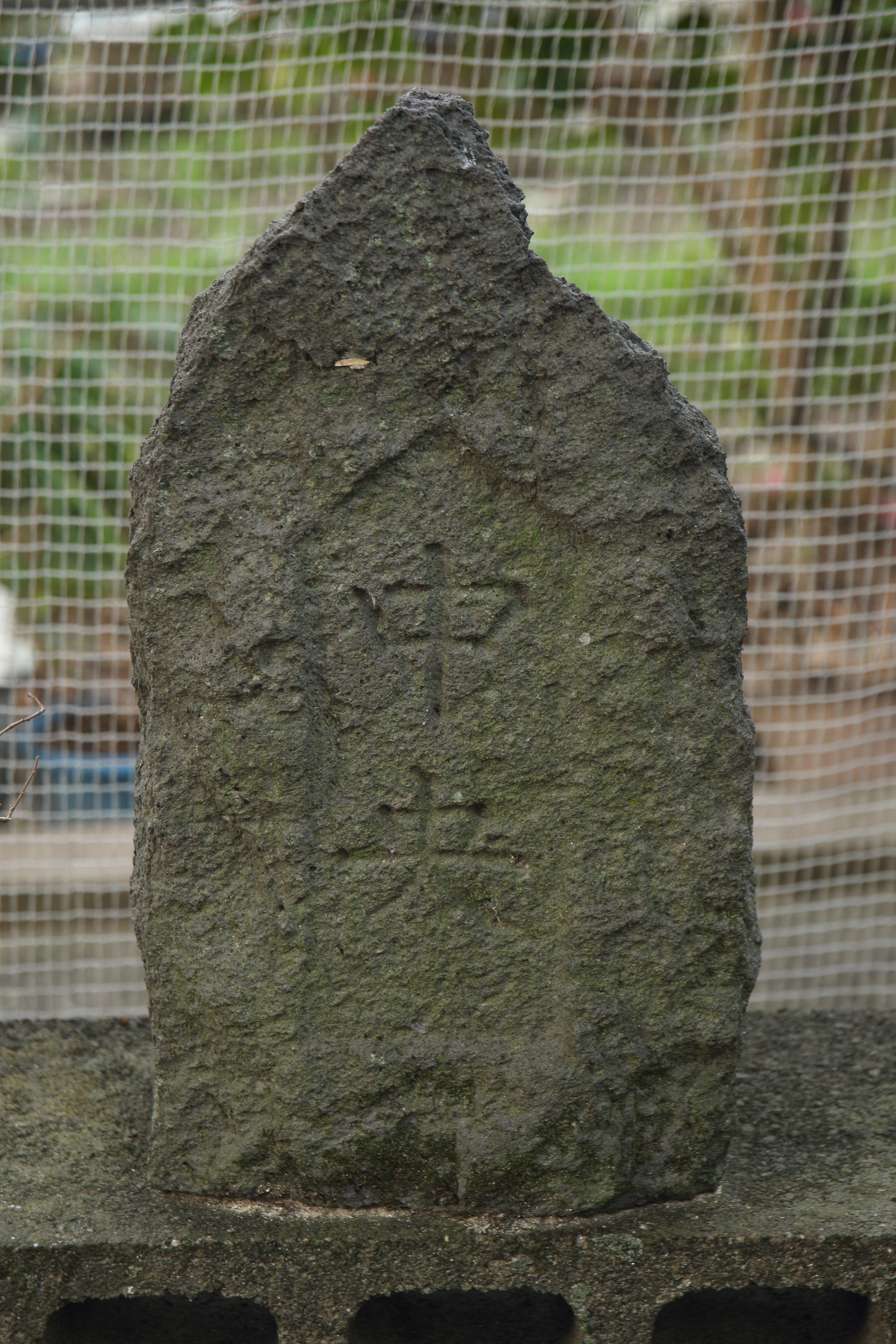
「中央」（佐賀市神野西・掘江神社）

### 刻像塔
- 女神像地神塔（横浜市緑区鴨居）1803年（享和3年）造立[1]
- 刻像地神塔（横浜市保土ケ谷区仏向町）1812年（文化9年）造立[1]
- 二十三夜供養銘と勢至菩薩像の刻像塔（神奈川県横浜市青葉区・神鳥前川神社）1812年（文化9年）造立[1]

### 五神名地神塔

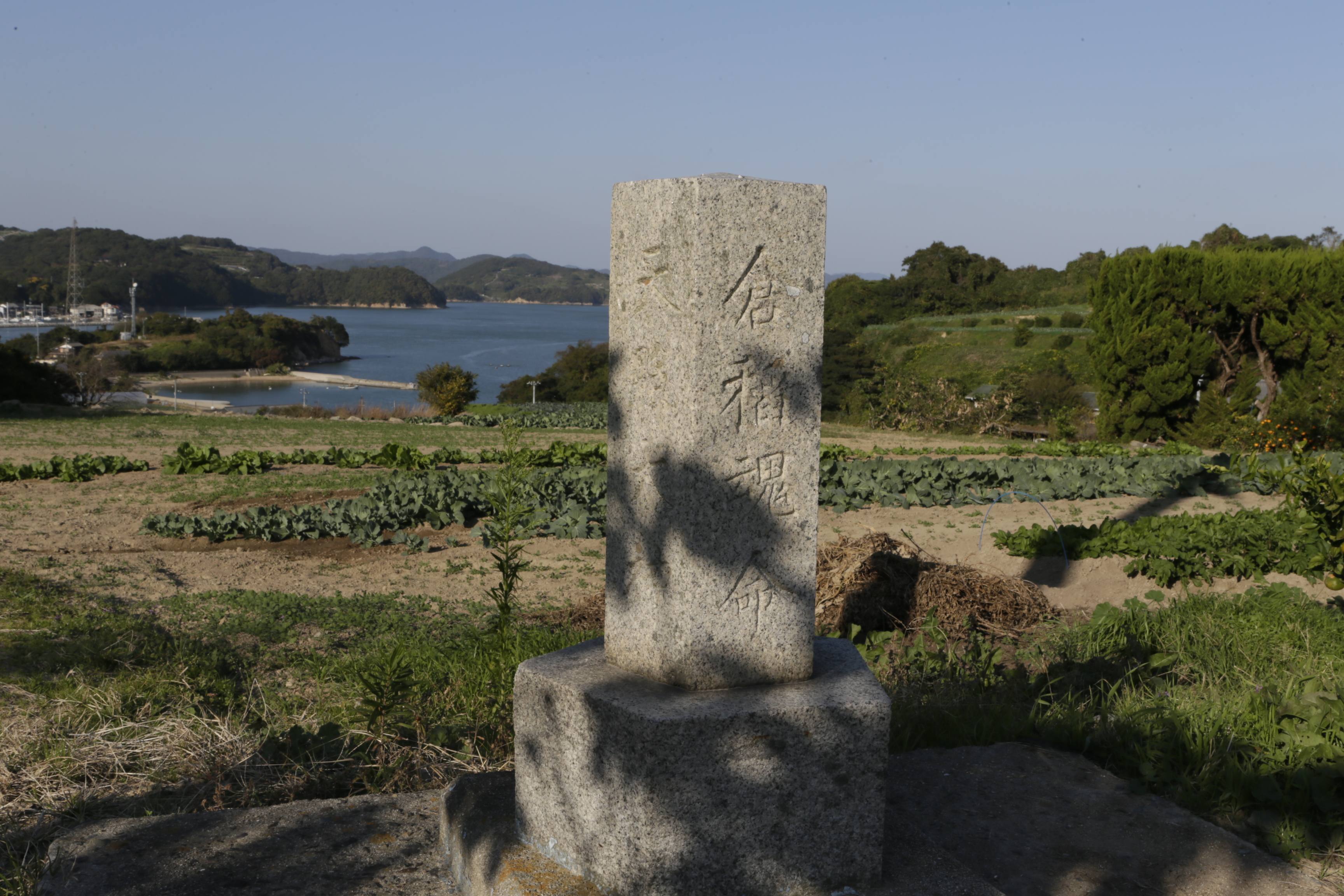
五神名地神塔（岡山県瀬戸内市・前島）
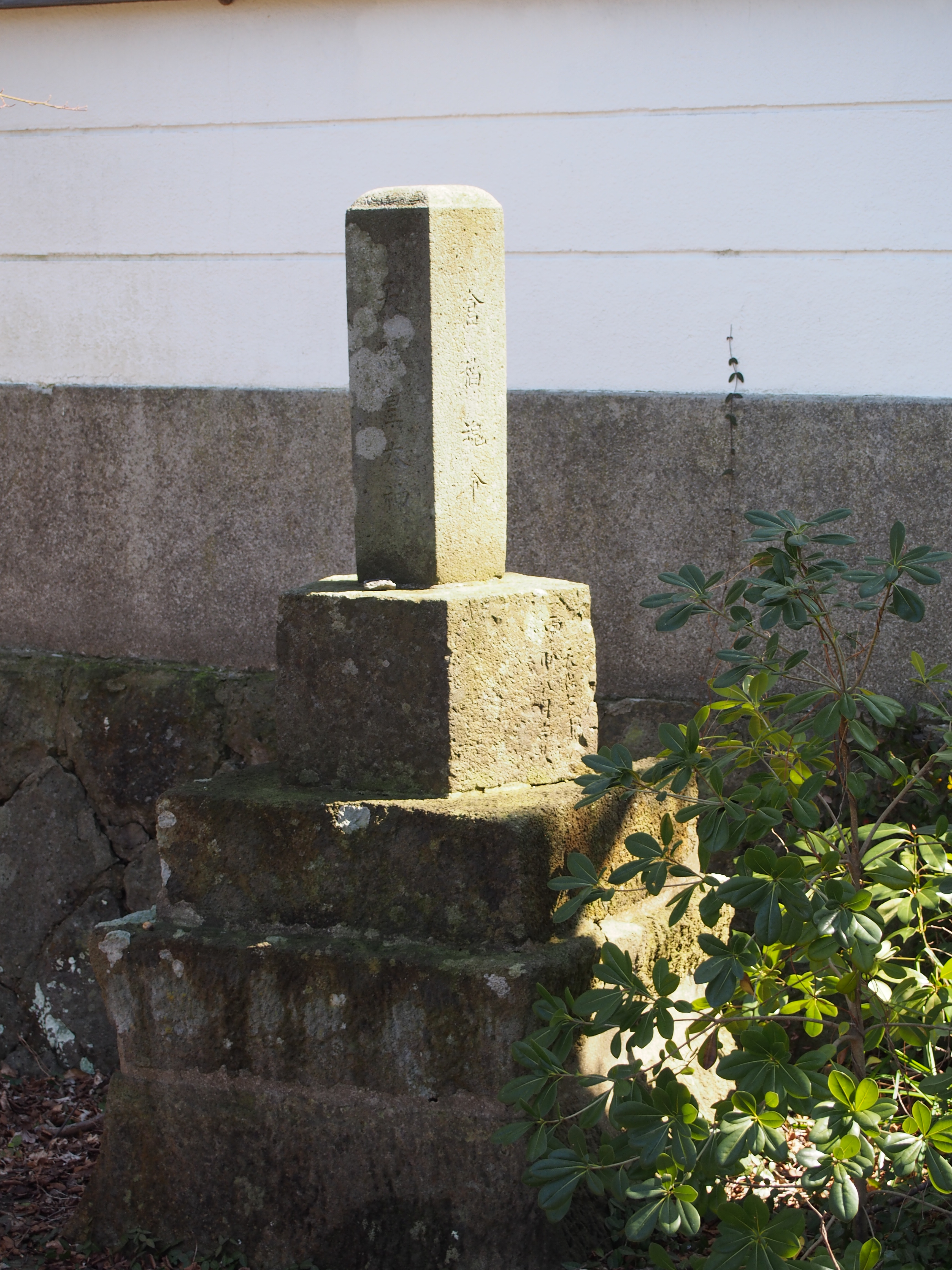
五神名地神塔（京都府京丹後市・網野神社）